# Leukokoria

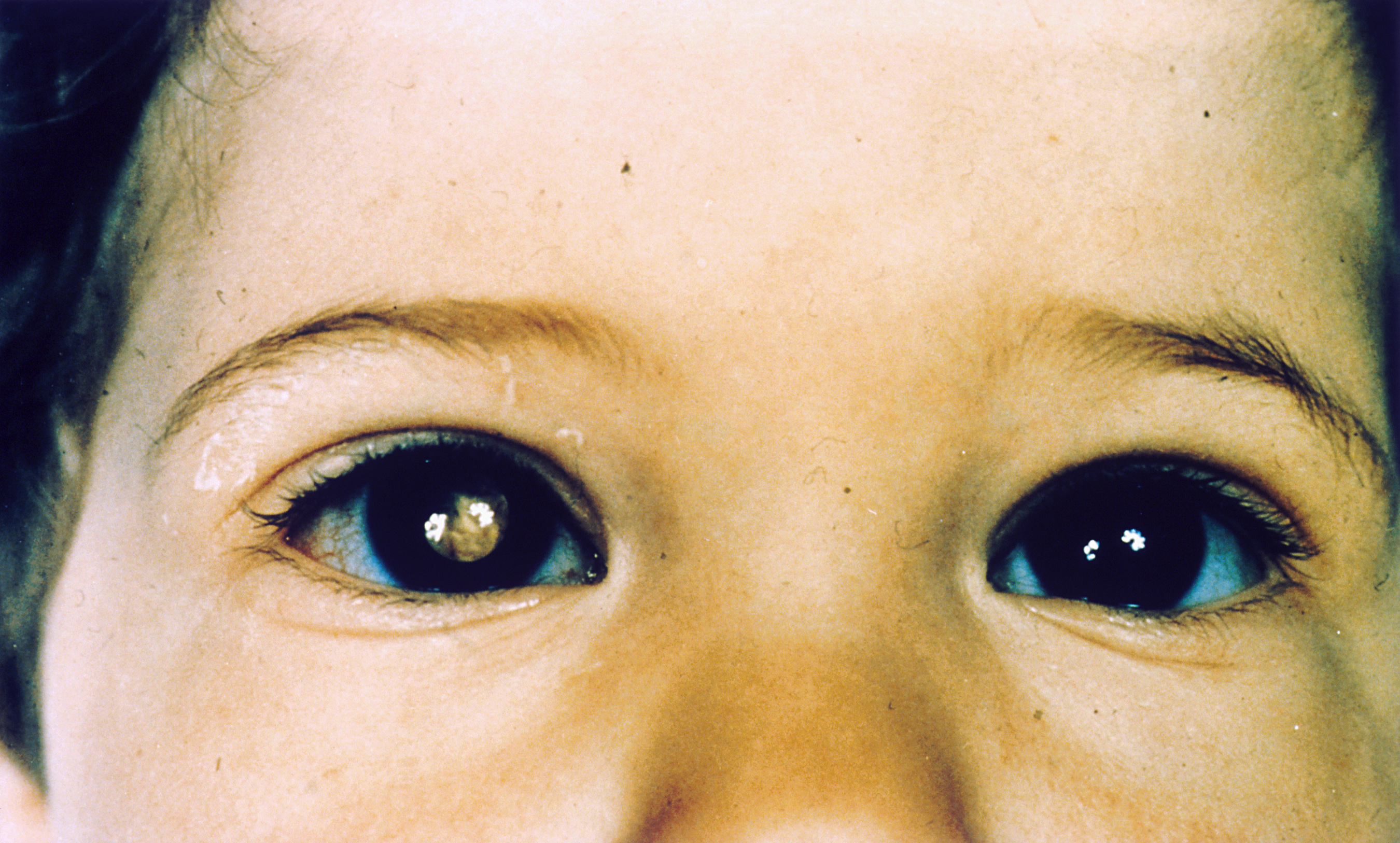
Leukokoria (odblask źrenicy) prawego oka

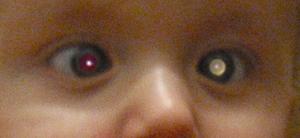
Dziecko z leukokorią z powodu siatkówczaka w lewym oku

Leukokoria (ang. leukocoria, z gr. λευκο = biały + κορε = źrenica) – jeden z objawów okulistycznych, polegający na pojawieniu się białego refleksu źrenicznego (zamiast prawidłowego czerwonego) w momencie oświetlania źrenicy za pomocą retinoskopu. W normalnych warunkach białe światło wpadające do oka ulega odbiciu od siatkówki, która jest silnie ukrwioną błoną wyściełającą wnętrze gałki ocznej, dlatego odbite od niej światło ma czerwoną barwę. W przypadku zmian chorobowych w gałce ocznej, jak np. guzy, światło odbija się od patologicznej struktury i daje nieprawidłowy, jasny odblask.
Leukokoria jest często objawem groźnych schorzeń oka, ale nie jest symptomem patognomonicznym dla żadnej choroby. Główne przyczyny leukokorii u dzieci to zaćma wrodzona (najczęstsza przyczyna – 60%), siatkówczak (18%), odwarstwienie siatkówki (4,2%), przetrwałe hiperplastyczne pierwotne ciało szkliste (4,2%), choroba Coatsa (4,2%)
Leukokoria jest najczęstszym objawem (60%) siatkówczaka i może być zauważona po raz pierwszy przez rodziców na zdjęciach dziecka wykonanych z lampą błyskową. Występujący w siatkówczaku tak zwany "koci błysk" lub "ślepe kocie oko" wziął swoją nazwę od zjawiska występującego u kotowatych i innych zwierząt kręgowych w których oczach znajduje się błona odblaskowa, dająca charakterystyczny błysk w momencie rzutowania na nią światła.

## Diagnostyka różnicowa leukokorii u dzieci[3]

### Guzy

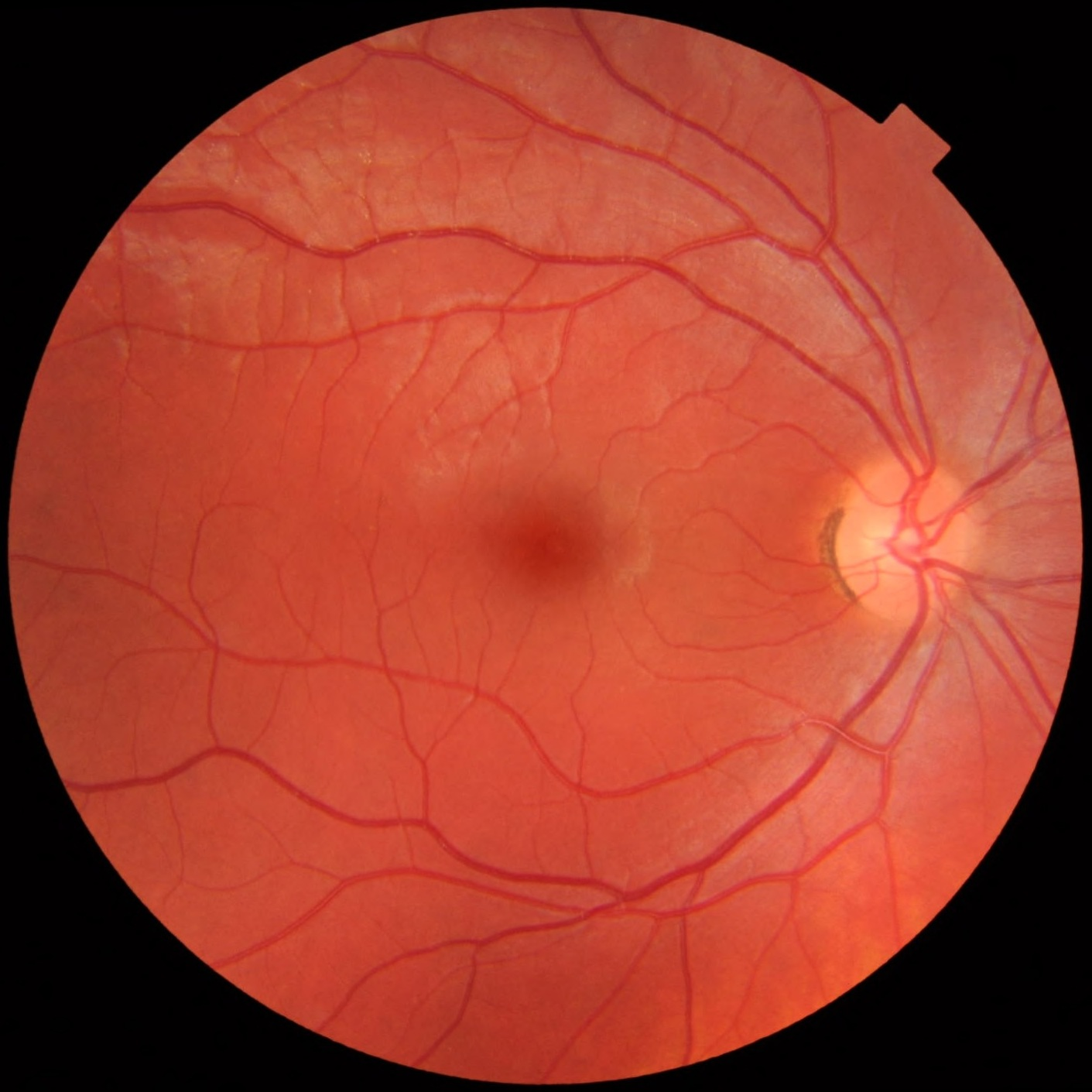
Prawidłowe dno oka

1. SiatkówczakPrawidłowe dno oka
2. Nabłoniak rdzeniowy
3. Naevoxanthome juvenile
4. Glejakonerwiak
5. Białaczka
6. Naczyniak naczyniówki
7. Złożony hamartoma siatkówki

### Fakomatozy
1. Astrocytarne hamartoma (choroba Bourneville’a)
2. Naczyniak włośniczkowy siatkówki (zespół von Hippla-Lindaua)
3. Naczyniakowatość twarzowo-mózgowa (zespół Sturge’a-Webera)
4. Nerwiakowłókniakowatość typu 1 (choroba von Recklinghausena)

### Anomalie wrodzone
1. Przetrwałe hiperplastyczne pierwotne ciało szkliste (PHFV)
2. Wrodzone szczeliny struktur tylnego bieguna gałki ocznej (coloboma)Siatkówczak w tylnym biegunie gałki ocznej
3. Fałd siatkówki
4. Włókna rdzenne

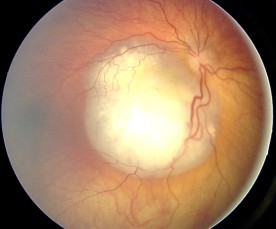
Siatkówczak w tylnym biegunie gałki ocznej

5. Zespół kwiatu powoju (morning glory syndrome)
6. Wrodzone rozwarstwienie siatkówki sprzężone z chromosomem X
7. Dysplazja siatkówki
8. Choroba Norriego
9. Nietrzymanie barwnika (zespół Blocha-Sulzbergera)

### Choroby naczyniowe
1. Retinopatia wcześniaków
2. Choroba Coatsa
3. Rodzinna wysiękowa witreoretinopatia (zespół Crisvick–Schepens)

### Choroby zapalne
1. Oczna postać toksokarozy
2. Wrodzona toksoplazmoza
3. Wrodzone cytomegalowirusowe zapalenie siatkówki
4. Zapalenie siatkówki wywołane przez wirusa Herpes simplex
5. Inne rodzaje płodowych zapaleń błony naczyniowej oka
6. Rzekome zapalenie błony naczyniowej oka
7. Zapalenie wnętrza gałki ocznej

### Urazy
1. Uraz gałki ocznej
2. Ciało obce wewnątrzgałkowe
3. Zespół dziecka potrząsanego (Shaken Baby Syndrome, SBS)

### Pozostałe
1. Krwotok do ciała szklistego
2. Odwarstwienie siatkówki
3. Zez (test Brücknera)
4. Zespół Sticklera